# Myzostomida
Los mizostómidos (Myzostomida) son un grupo de pequeños anélidos que parasitan algunos tipos de equinodermos como los crinoideos. Fueron descritos por primera vez en 1827 por Rudolf Leuckart. Para algunos autores no son más que un orden perteneciente a la clase Polychaeta.

## Características

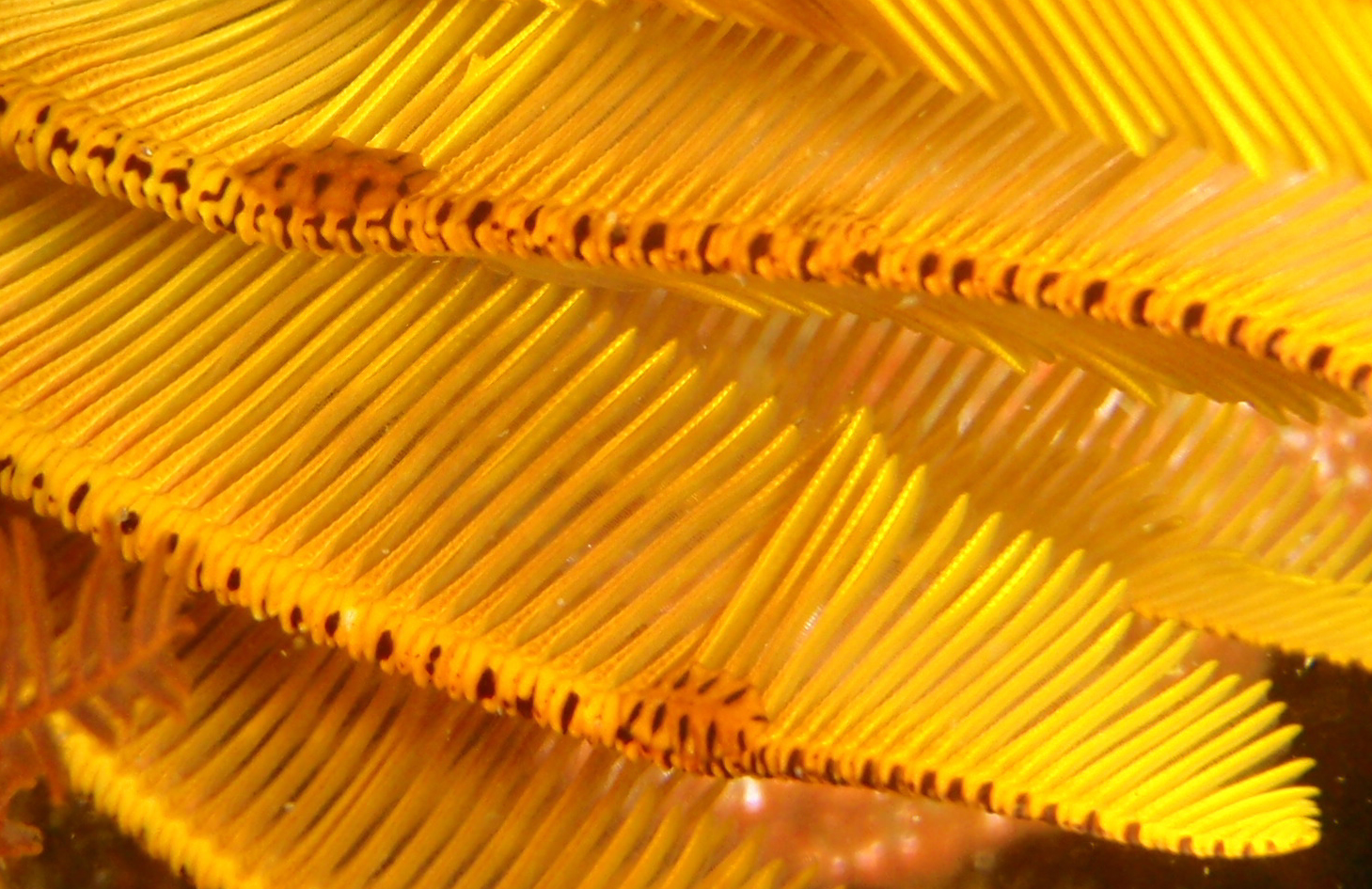
Myzostoma fuscomaculatum en su huésped, el crinoideo Tropiometra carinata.

La forma típica de los mizostómidos es aplanada y redondeada con un delgado borde desde el que se prolongan radialmente delicados pelos llamados cirros. La superficie dorsal es suave y en la ventral existen cinco pares de parápodos dotados de garfios con los que se aferran al hospedador. Poseen además cuatro órganos succionadores aparentemente con capacidad sensorial. La boca y el ano suelen estar en ambos extremos de la superficie ventral de los animales. La mayoría son hermafroditas con órganos reproductores rudimentarios. Algunas especies se desplazan en el cuerpo del hospedador, mientras otras permanecen aferradas a los órganos diana del mismo.